# Малешево (Рековац)
Малешево је насеље у Србији у општини Рековац у Поморавском округу. Према попису из 2022. било је 102 становника.

## Историја
До Другог српског устанка Малешево се налазило у саставу Османског царства. Након Другог српског устанка Малешево улази у састав Кнежевине Србије и административно је припадало Јагодинској нахији и Левачкој кнежини све до 1834. године када је Србија подељена на сердарства.

## Демографија
У насељу Малешево живи 123 пунолетна становника, а просечна старост становништва износи 46,2 година (42,1 код мушкараца и 50,5 код жена). У насељу има 44 домаћинства, а просечан број чланова по домаћинству је 3,32.
Ово насеље је великим делом насељено Србима (према попису из 2002. године), а у последња три пописа, примећен је пад у броју становника.
|  |

| Демографија | Демографија | Демографија |
| Година      | Становника  | Становника  |
| ----------- | ----------- | ----------- |
| 1948.       | 260         |             |
| 1953.       | 249         |             |
| 1961.       | 242         |             |
| 1971.       | 204         |             |
| 1981.       | 201         |             |
| 1991.       | 184         | 175         |
| 2002.       | 146         | 150         |

| Етнички састав према попису из 2002.‍ | Етнички састав према попису из 2002.‍ | Етнички састав према попису из 2002.‍ | Етнички састав према попису из 2002.‍ | Етнички састав према попису из 2002.‍ |
| ------------------------------------ | ------------------------------------ | ------------------------------------ | ------------------------------------ | ------------------------------------ |
|                                      |                                      |                                      |                                      |                                      |
| Срби                                 | Срби                                 |                                      | 140                                  | 95,89%                               |
| Црногорци                            | Црногорци                            |                                      | 1                                    | 0,68%                                |
| непознато                            | непознато                            |                                      | 1                                    | 0,68%                                |

| Малешево у пописима Јагодинске нахије — од 1818. до 1829.                         |       |       |       |       |       |       |          |       |       |       |       |       |
| Година пописа                                                                     | 1818. | 1819. | 1820. | 1821. | 1822. | 1823. | 1824/25. | 1825. | 1826. | 1827. | 1828. | 1829. |
| Куће                                                                              | 8     | 8     | 8     | 8     | 8     | 8     | 7        | 7     | 7     | 7     | 7     | 7     |
| Пореске главе*                                                                    | -     | 12    | 17    | 9     | 9     | 9     | 8        | 7     | 7     | 8     | 7     | 6     |
| Арачке главе**                                                                    | 23    | 32    | 28    | 26    | 25    | 25    | 27       | 27    | 26    | 24    | 27    | 24    |
| *Пореске главе = Ожењени мушкарци \| ** Арачке главе = Мушкарци од 7 до 70 година |       |       |       |       |       |       |          |       |       |       |       |       |

| Година пописа     | 1948. | 1953. | 1961. | 1971. | 1981. | 1991. | 2002. |
| ----------------- | ----- | ----- | ----- | ----- | ----- | ----- | ----- |
| Број домаћинстава | 49    | 51    | 55    | 54    | 50    | 46    | 44    |

| Број чланова      | 1 | 2  | 3 | 4 | 5 | 6 | 7 | 8 | 9 | 10 и више | Просек |
| ----------------- | - | -- | - | - | - | - | - | - | - | --------- | ------ |
| Број домаћинстава | 3 | 16 | 8 | 8 | 2 | 5 | 1 | 1 | 0 | 0         | 3,32   |

| Пол    | Укупно | Неожењен/Неудата | Ожењен/Удата | Удовац/Удовица | Разведен/Разведена | Непознато |
| ------ | ------ | ---------------- | ------------ | -------------- | ------------------ | --------- |
| Мушки  | 62     | 16               | 42           | 4              | 0                  | 0         |
| Женски | 66     | 5                | 45           | 15             | 1                  | 0         |
| УКУПНО | 128    | 21               | 87           | 19             | 1                  | 0         |

| Пол    | Укупно                    | Пољопривреда, лов и шумарство | Рибарство                            | Вађење руде и камена | Прерађивачка индустрија       |
| ------ | ------------------------- | ----------------------------- | ------------------------------------ | -------------------- | ----------------------------- |
| Мушки  | 49                        | 37                            | 0                                    | 0                    | 9                             |
| Женски | 46                        | 45                            | 0                                    | 0                    | 1                             |
| УКУПНО | 95                        | 82                            | 0                                    | 0                    | 10                            |
| Пол    | Производња и снабдевање   | Грађевинарство                | Трговина                             | Хотели и ресторани   | Саобраћај, складиштење и везе |
| Мушки  | 0                         | 0                             | 0                                    | 0                    | 1                             |
| Женски | 0                         | 0                             | 0                                    | 0                    | 0                             |
| УКУПНО | 0                         | 0                             | 0                                    | 0                    | 1                             |
| Пол    | Финансијско посредовање   | Некретнине                    | Државна управа и одбрана             | Образовање           | Здравствени и социјални рад   |
| Мушки  | 0                         | 0                             | 0                                    | 2                    | 0                             |
| Женски | 0                         | 0                             | 0                                    | 0                    | 0                             |
| УКУПНО | 0                         | 0                             | 0                                    | 2                    | 0                             |
| Пол    | Остале услужне активности | Приватна домаћинства          | Екстериторијалне организације и тела | Непознато            | Непознато                     |
| Мушки  | 0                         | 0                             | 0                                    | 0                    | 0                             |
| Женски | 0                         | 0                             | 0                                    | 0                    | 0                             |
| УКУПНО | 0                         | 0                             | 0                                    | 0                    | 0                             |